# Lidoflazina
Lidoflazina, nella fase sperimentale conosciuto anche con la sigla R 7904, è un calcio-antagonista dotato di azione vasodilatatrice coronarica, che è stato a lungo utilizzato per il trattamento dell'angina pectoris.

## Farmacodinamica
Alla luce delle sperimentazioni eseguite sugli animali si è evidenziato che la molecola inibisce l'ingresso degli ioni calcio nella cellula ipossica, ovvero in stato di carenza d'ossigeno. Lidoflazina invece non interviene nella omeostasi del calcio nella cellula in adeguate condizioni di ossigenazione.
Anche se non sembra disturbare il normale ritmo cardiaco e neppure interferire con la contrattilità del cuore, tuttavia la somministrazione del farmaco può ripristinare il ritmo sinusale nei soggetti con alcuni tipi di aritmie sopraventricolari, probabilmente perché in grado di provocare anche una riduzione della conduzione atrioventricolare.

Lidoflazine riduce la frequenza cardiaca e diminuisce la resistenza vascolare coronarica antagonizzando i processi che portano a un aumento del tono vasomotore coronarico.
Diversamente dagli altri agenti bloccanti i canali del calcio, il farmaco non sembra provocare vasodilatazione periferica. 
L'attività antianginosa per manifestarsi richiede tempo (in genere almeno 4-6 settimane) e i massimi benefici terapeutici vengono raggiunti non prima di alcuni mesi di trattamento.
In virtù di ciò, il farmaco non può essere considerato di prima scelta nel trattamento della angina, ma il suo uso è ristretto a pazienti con una ischemia di lieve entità che non rispondono in maniera adeguata alle terapie convenzionali.

## Farmacocinetica
La lidoflazina viene ben assorbita dal tratto gastrointe-stinale. Un'ora dopo somministrazione orale di una dose di 120 mg si ottengono concentrazioni plasmatiche massime di 0,06 µg/ml. Dopo ripetute somministrazioni orali (120 mg tre volte al giorno) la concentrazione plasmatica allo steady-state risulta di 0,12 µg/ml. L'emivita plasmatica è di circa 24 ore. Il farmaco viene metabolizzato a livello epatico; i metaboliti più importanti sono l'acido bis(4-fluorofenil)butirrico ed il glucuronide del bis(4-fluorofenil)butan-1-olo. Il 40% di una dose orale è escreto nelle urine e un altro 40% circa è escreto con le feci.

## Usi clinici
Lidoflazina trova indicazione nel trattamento dell'angina pectoris
 e nei soggetti affetti da cardiopatia ischemica.
Può anche essere utilizzata come trattamento di profilassi e successivo alla fase acuta di un  infarto del miocardio.
Il farmaco è stato anche studiato come potenziale antiaritmico.

## Effetti collaterali e indesiderati
La lidoflazina può causare disturbi gastrointestinali, in particolare dispepsia e nausea, oltre a vertigini, tinnito ed acufeni, cefalea.
In alcuni soggetti sono stati descritti anche disturbi di tipo psichiatrico come le allucinazioni. 
La lidoflazina può inoltre causare o aggravare bradicardia sinusale, blocco atrioventricolare ed un prolungamento dell'intervallo QTc con conseguenti aritmie ventricolari, anche gravi.

## Controindicazioni
Il farmaco è controindicato nei soggetti con ipersensibilità nota al principio attivo oppure ad uno qualsiasi degli eccipienti contenuti nella formulazione farmaceutica.

È anche controindicato in donne in stato di gravidanza, nei pazienti con ischemia grave, flutter o fibrillazione atriale e disturbi della conduzione in genere. 
La lidoflazina deve essere somministrata con cautela a pazienti che assumono β-bloccanti, digossina o diuretici depletori di potassio (ad esempio furosemide) per il rischio che si possa manifestare tachicardia ventricolare.

## Dosi terapeutiche
Il dosaggio deve essere adattato individualmente e iniziato gradualmente. Un possibile schema posologico consigliato prevede la somministrazione iniziale di 60 mg la prima settimana di terapia.
Le dosi possono poi essere incrementate, ad intervalli settimanali: la seconda settimana possono essere assunti 60 mg (1 compressa) ogni mattina e sera, fino a giungere, la terza settimana, a 60 mg tre volte al giorno. Il risultato terapeutico deve essere valutato solo dopo 6 mesi di trattamento, anche se, in caso di nessun miglioramento evidente in 3 mesi, il dosaggio può essere ulteriormente e gradualmente aumentato fino a 6 compresse al giorno (120 mg tre volte al giorno) utilizzando come linee guida la risposta terapeutica e monitorando gli effetti collaterali e le eventuali alterazioni dell'elettrocardiogramma.
Viene consigliato di assumere le compresse preferibilmente durante i pasti anche per ridurre gli eventuali disturbi gastrointestinali.